# Giuseppe Maria Orlandini
Giuseppe Maria Orlandini (Firenze, 4 aprile 1676 – Firenze, 24 ottobre 1760) è stato un compositore italiano.

## Biografia
Studiò in gioventù con Domenico Scorpione e nel 1694 è attestato il suo primo lavoro, l'oratorio Il martirio di san Sebastiano. I libretti dei suoi oratori del 1711 e 1712 lo indicano come maestro di cappella del Principe Giovanni Gastone di Toscana. Nel 1719 diventò membro dell'Accademia Filarmonica di Bologna, città con cui ebbe forti legami dal 1717 al 1731. Contemporaneamente mantenne la carica di maestro di cappella a Firenze presso la corte medicea e, nel 1723, quando Gian Gastone diventò gran duca di Toscana, succedendo quindi al padre, continuò a prestare servizio nella medesima posizione. Nell'aprile del 1732 fu nominato anche direttore della cappella del duomo. Dagli anni '30 si intensifica la sua attività come compositore e direttore delle musiche per il Teatro della Pergola di Firenze, sotto la lunga gestione dell'impresario Luca Casimiro degli Albizzi (dal 1723 al 1738 cr.), il teatro dell'Accademia degli Immobili.
Lo stesso Orlandini, comunque, era stato impresario della Pergola negli anni 1722 e 1750.

## Considerazioni sull'artista
Oggetto di satira nel pamphlet Il teatro alla moda (1720 ca.) di Benedetto Marcello (menzionato come Orlando), egli era tuttavia uno dei più grandi operisti del suo tempo. Fu ammirato da molti suoi contemporanei tra cui Padre Martini, per il quale era "molto celebre nel comporre la musica drammatica", Jean-Benjamin de La Borde, che lo definì "un abile maestro ed eccellente nella composizione d'intermezzi", e da Charles Burney.
I suoi lavori nella sua epoca erano assai noti e rappresentati in tutta Europa; in particolare si ricordano l'intermezzo Bacocco e Serpilla (conosciuto anche con il titolo Marito giocatore e la moglie bacchettona) e la tragedia Antigona. Invece tra le sue composizioni sacre ebbe molto successo l'oratorio La Costanza trionfante nel martirio di Santa Lucia.

## Lavori

### Opere
- Artaserse (dramma per musica, libretto di Pietro Pariati e Apostolo Zeno, 1706, Livorno)
- L'amor generoso (dramma per musica, libretto di Apostolo Zeno, 1708, Firenze)
- L'odio e l'amore (dramma per musica, libretto di Matteo Noris, 1709, Genova)
- La fede tradita e vendicata (dramma per musica, libretto di Francesco Silvani, 1709, Genova)
- Ataulfo re de' Goti, ovvero La forza della virtù (dramma per musica, 1712, Roma)
- Teuzzone (dramma per musica, libretto di Apostolo Zeno, 1712, Ferrara)
- Madama Dulcinea e il cuoco del Marchese del Bosco (intermezzo, Marchese Trotti, 1712, Roma)
- L'innocenza difesa (dramma per musica, libretto di Francesco Silvani, 1712, Ferrara)
- L'amor tirannico (dramma per musica, libretto di Domenico Lalli, 1713, Roma)
- Lisetta e Delfo (intermezzo, 1713, Roma)
- Bacocco e Serpilla (intermezzo, 1715, Verona)
- Amore e maestà (tragedia per musica, libretto di Antonio Salvi, 1715, Firenze)
- La pastorella al soglio (dramma per musica, libretto di Giulio Cesare Corradi, 1717, Mantova)
- La virtù al cimento (dramma per musica, libretto di Apostolo Zeno, 1717, Mantova)
- La Merope (dramma per musica, libretto di Apostolo Zeno, 1717, Bologna)
- Lucio Papirio (dramma per musica, libretto di Antonio Salvi, 1717, Napoli)
- Antigona (tragedia, libretto di Benedetto Pasqualigo, 1718, Venezia)
- Le amazoni vinte da Ercole (dramma per musica, libretto di Antonio Salvi? o Giovanni Francesco Bussani, 1718, Reggio Emilia)
- Ifigenia in Tauride (tragedia, libretto di Benedetto Pasqualigo, dopo Pier Jacopo Martello, 1719, Venezia)
- Il carceriero di se stesso (dramma per musica, libretto di Antonio Salvi, 1719, Teatro Carignano di Torino con Francesca Cuzzoni)
- Paride (dramma per musica, libretto di Francesco Muazzo, 1720, Venezia)
- Melinda e Tiburzio (intermezzo, 1721, Venezia)
- Nerone (tragedia per musica, libretto di Agostino Piovene, 1721, Venezia)
- Nino (dramma per musica, libretto di Ippolito Zanella, 1722, Roma)
- Ormisda (dramma per musica, libretto di Apostolo Zeno, 1722, Bologna)
- L'artigiano gentiluomo (Larinda e Vanesio) (intermezzo, libretto di Antonio Salvi, basato su Le bourgeois gentilhomme di Molière, 1722, Firenze)
- Alessandro Severo (dramma per musica, libretto di Apostolo Zeno, 1723, Milano)
- L'Oronta (dramma per musica, libretto di Claudio Nicola Stampa, 1724, Milano)
- Berenice (dramma per musica, libretto di Benedetto Pasqualigo, dopo Jean Racine, 1725, Venezia)
- Il malato immaginario (Erighetta e Don Chilone) (intermezzo, libretto di Antonio Salvi, basato su Le malade imaginaire di Molière, 1725, Firenze)
- Un vecchio innamorato (intermezzo, libretto di D. Marchi, 1725, Firenze)
- Monsieur di Porsugnacchi (Grilletta e Porsugnacco) (intermezzo, basato su Monsieur de Pourceaugnac di Molière, 1727, Milano)
- Berenice (dramma per musica, basato su Farnace di Antonio Maria Lucchini, 1728, Milano)
- Adelaide (dramma per musica, libretto di Antonio Salvi, 1729, Venezia)
- L'impresario dell'isole Canarie (Dorina e Nibbio) (intermezzo, libretto di Pietro Metastasio, 1729, Venezia)
- Massimiano (dramma per musica, libretto di Carlo Goldoni, basato su Costantino di Pietro Pariati e Apostolo Zeno, 1731, Venezia)
- Grollo e Moschetta (intermezzo, 1732, Venezia)
- Ifigenia in Aulide (dramma per musica, libretto di Apostolo Zeno, 1732, Firenze)
- Il marito geloso (Giletta e Ombrone) (intermezzo, 1732, Venezia)
- Il Temistocle (dramma per musica, libretto di Pietro Metastasio, 1737, Firenze)
- L'Olimpiade (dramma per musica, libretto di Pietro Metastasio, 1737, Firenze)
- Le nozze di Perseo e Andromeda (azione drammatica, libretto di D. Marchi, 1738, Firenze)
- Balbo e Dalisa (intermezzo, libretto di Antonio Salvi, 1740, Roma)
- La Fiammetta (commedia per musica, 1743, Firenze)
- Lo scialacquatore (commedia per musica, 1744, Firenze)

#### Opere dubbie
- Didone abbandonata (dramma per musica, libretto di Pietro Metastasio, 1725, Firenze)
- Arianna e Teseo (dramma per musica, libretto di Pietro Pariati, 1739, Firenze)
- Venceslao (dramma per musica, libretto di Apostolo Zeno, 1741, Firenze)
- Vologeso re de' Parti (dramma per musica, libretto di Apostolo Zeno, 1742, Firenze)

### Oratori
- Il martirio di San Sebastiano (libretto di A. Ghivizzani, 1694, Firenze)
- I fanciulli babilonesi (1696, Firenze)
- La costanza trionfane nel martirio di Santa Lucia (libretto di B. Colzi, 1705, Firenze)
- Sara in Egitto (libretto di D. Cavanese, 1708, Firenze)
- Il figliuol prodigo (libretto di B. Pamphili, 1709, Siena)
- Gli amori infelici di Ammone (libretto di Berzini, 1711, Firenze)
- L'Assalone ovvero L'infedeltà punita (1713, Firenze)
- Dal trionfo le perdite ovvero Jefte che sagrifica la sua figlia (libretto di D. Cavanese, 1716, Firenze)
- Componimento per musica da cantarsi la notte del Santissimo Natale (libretto di G. B. Pontici, 1721, Roma)
- L'Ester (libretto di G. Melani, 1723, Bologna)
- Giuditta (1726, Castel San Pietro)
- Jaele (libretto di D. Marchi, 1735, Firenze)
- Assuero (1738, Firenze)
- Davidde trionfante (G. M. Medici, 1738, Firenze)
- Il Gioas re di Giuda (libretto di Pietro Metastasio, 1744, Firenze)
- Giuseppe riconosciuto (libretto di Pietro Metastasio, 1745, Firenze)
- Tobia (libretto di Apostolo Zeno, 1749, Firenze)
- Componimento da cantarsi nel venerabile monastero di Santa Apollonia in Firenze (libretto di F. Casorri, 1750, Firenze)
- Isacco figura del redentore (libretto di Pietro Metastasio, 1752, Firenze)
- La deposizione dalla croce di Gesù Cristo Signor Nostro (libretto di G. C. Pasquini, 1760, Firenze)

### Altre composizioni
- La ricreazione spirituale nella musica (canzonetta spirituale, 1730, Bologna)
- 3 canzonette (1739-40, Firenze)
- 22 sonate a tre
- Sinfonia per clavicembalo